# أرنالدو فيلالبا
أرنالدو فيلالبا (بالإسبانية: Arnaldo Villalba) هو لاعب كرة قدم ومدرب كرة قدم باراغواياني، ولد في 21 أكتوبر 1978 في سيوداد ديل استي في باراغواي. لعب مع Alianza Atlético ‏.